# Ota Darvoza

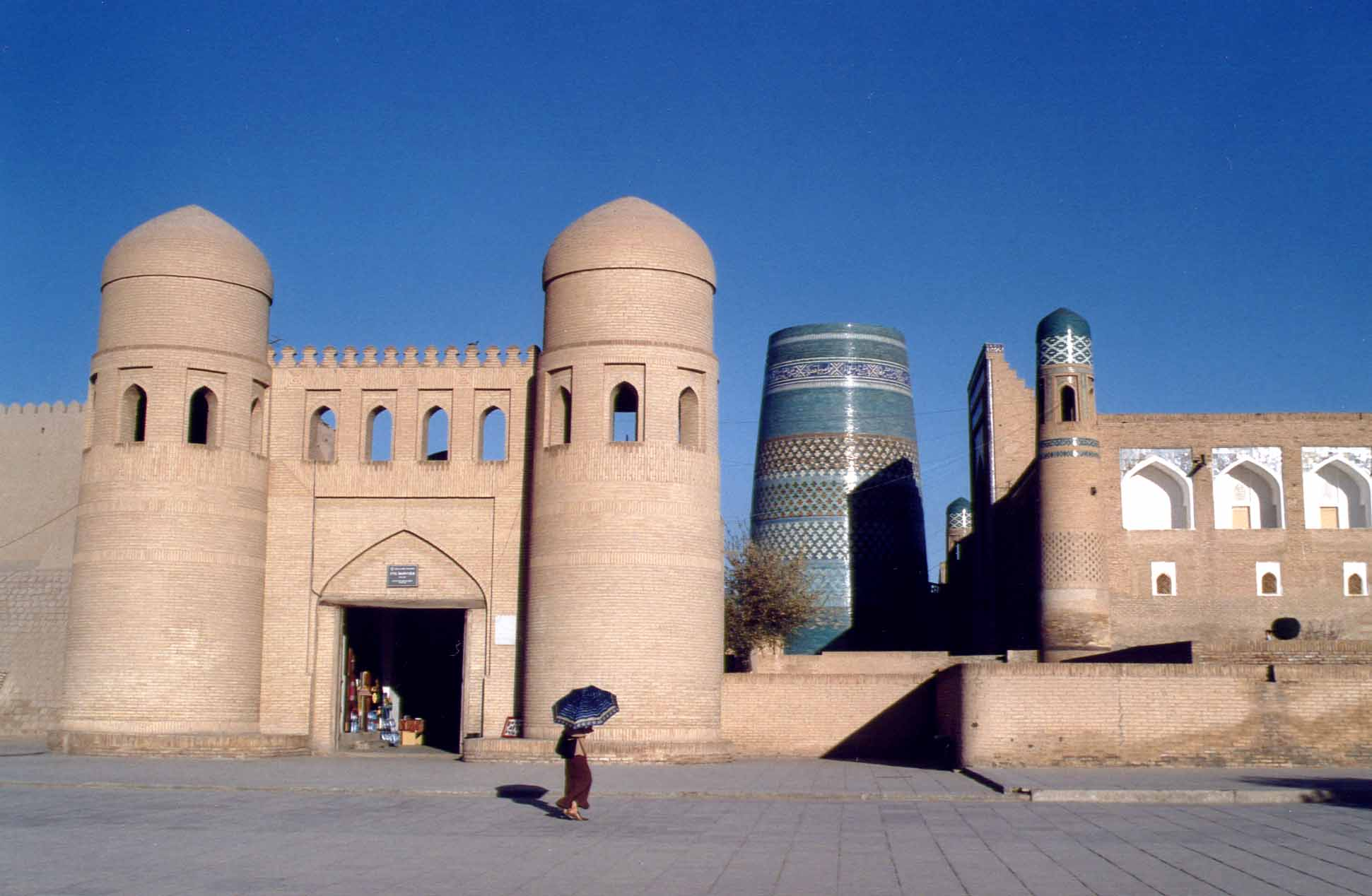
Ota Darvoza et le Kalta Minor.

La Porte de l'Ouest, ou Ota Darvoza (porte du Père), est une porte d'enceinte de la ville de Khiva en Ouzbékistan donnant accès au quartier fortifié d'Itchan Kala, qui comme la porte est inscrit au patrimoine mondial de l'Unesco, depuis 1990.
Un bazar et un marché aux changeurs s'y tenaient autrefois. À moitié détruite en 1920 pendant la période révolutionnaire, elle a été restaurée par les Soviétiques en 1975.
Juste derrière se trouvent la médersa Mohammed Amin Khan (aujourd'hui hôtel Khiva) et son minaret Kalta Minor.